# Bobby Howe (cầu thủ bóng đá, sinh năm 1973)
Bobby Howe (sinh ngày 6 tháng 11 năm 1973) là một cựu cầu thủ bóng đá người Anh thi đấu ở vị trí tiền vệ. Ông thi đấu bóng đá trẻ tại Cramlington Juniors FC trước khi gia nhập Nottingham Forest từ năm 1990 đến năm 1998 nhưng chỉ có 14 trận ở giải quốc nội. Sau đó ông gia nhập Swindon Town với mức phí 30.000 bảng Anh, có trận đấu cuối cùng vào năm 2002. Sau đó ông thi đấu tại bóng đá non league cho Havant & Waterlooville và Farnborough Town.